# Masanori Tokita
Masanori Tokita (Kobe, 24. lipnja 1925. – 5. ožujka 2004.) japanski je nogometaš.

## Klupska karijera
Igrao je za Tanabe Pharmaceuticals.

## Reprezentativna karijera
Za japansku reprezentaciju igrao je od 1951. do 1959. godine. Odigrao je 12 utakmica postigavši 2 pogotka.
S japanskom reprezentacijom Masanori Tokita je igrao na Olimpijskim igrama 1956.

## Statistika
| Japan  | Japan | Japan |
| Godina | Nas.  | Gol.  |
| ------ | ----- | ----- |
| 1951.  | 3     | 1     |
| 1952.  | 0     | 0     |
| 1953.  | 0     | 0     |
| 1954.  | 3     | 1     |
| 1955.  | 1     | 0     |
| 1956.  | 2     | 0     |
| 1957.  | 0     | 0     |
| 1958.  | 0     | 0     |
| 1959.  | 3     | 0     |
| Ukupno | 12    | 2     |

## Vanjske poveznice
- National Football Teams
- Japan National Football Team Database